# Imoco Volley
Imoco Volley – żeński klub siatkarski z Włoch, powstały w 2012 r. w Conegliano. Klub występuje w rozgrywkach Serie A.
W trakcie sezonu 2021/2022 klub osiągnął rekordowy wyczyn w klubowej siatkówce. Włoski zespół od 15 grudnia 2019 roku do 28.11.2021 rozegrał 76 meczów i wygrał wszystkie, nie mając żadnej przegranej. Triumfował we wszystkich pięciu rozgrywkach w których uczestniczył – w Superpucharze Włoch, Pucharze Włoch, Mistrzostwach Włoch, Lidze Mistrzyń i w Klubowych Mistrzostwach Świata.

## Nazwy klubu
- 2012-2013 Imoco Volley Conegliano
- 2013-2015 Prosecco Doc Imoco Conegliano
- 2015-2021 Imoco Volley Conegliano
- 2019- A. Carraro Imoco Conegliano (Liga Mistrzyń)
- 2021- Prosecco Doc Imoco Conegliano

## Trenerzy
| Lata                      | Imię i nazwisko      |
| ------------------------- | -------------------- |
| 2012–2014                 | Marco Gaspari        |
| 2014–2015 (do 23.01.2015) | Nicola Negro         |
| 2015–2015 (od 17.02.2015) | Alessandro Chiappini |
| 2015–2017                 | Davide Mazzanti      |
| 2017–                     | Daniele Santarelli   |

## Udział w europejskich pucharach
| Sezon     | Europejskie puchary | Osiągnięcie        |
| --------- | ------------------- | ------------------ |
| 2013/2014 | Liga Mistrzyń       | runda 12           |
| 2014/2015 | Puchar CEV          | 1/4 finału         |
| 2016/2017 | Liga Mistrzyń       | 2. miejsce         |
| 2017/2018 | Liga Mistrzyń       | 3. miejsce         |
| 2018/2019 | Liga Mistrzyń       | 2. miejsce         |
| 2019/2020 | Liga Mistrzyń       | awans do półfinału |
| 2020/2021 | Liga Mistrzyń       | 1. miejsce         |
| 2021/2022 | Liga Mistrzyń       | 2. miejsce         |
| 2022/2023 | Liga Mistrzyń       | ćwierćfinał        |
| 2023/2024 | Liga Mistrzyń       | 1. miejsce         |
| 2024/2025 | Liga Mistrzyń       | 1. miejsce         |

## Sukcesy
Mistrzostwo Włoch:

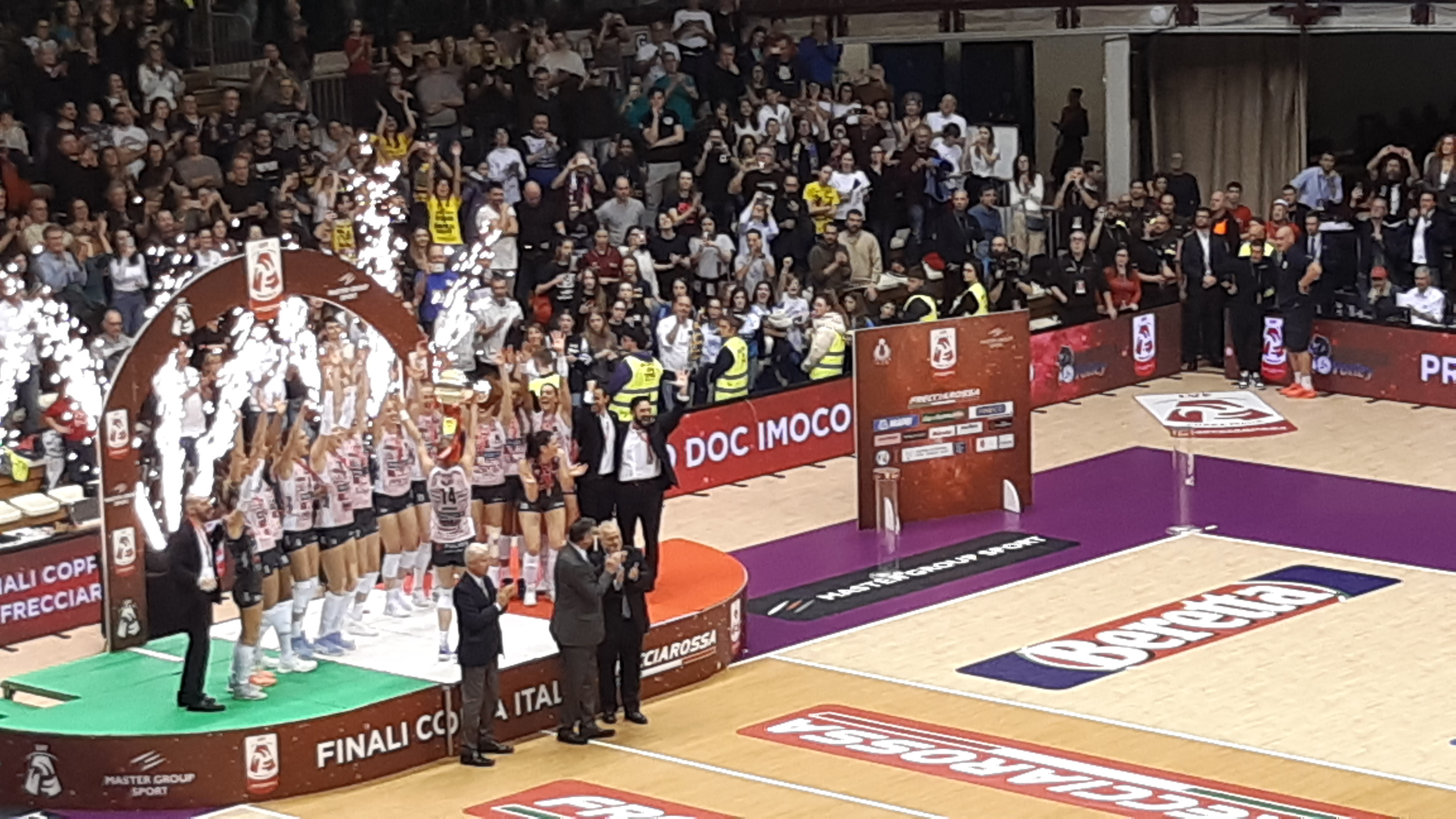
Imoco Volley Conegliano zwycięzcą Pucharu Włoch 2024

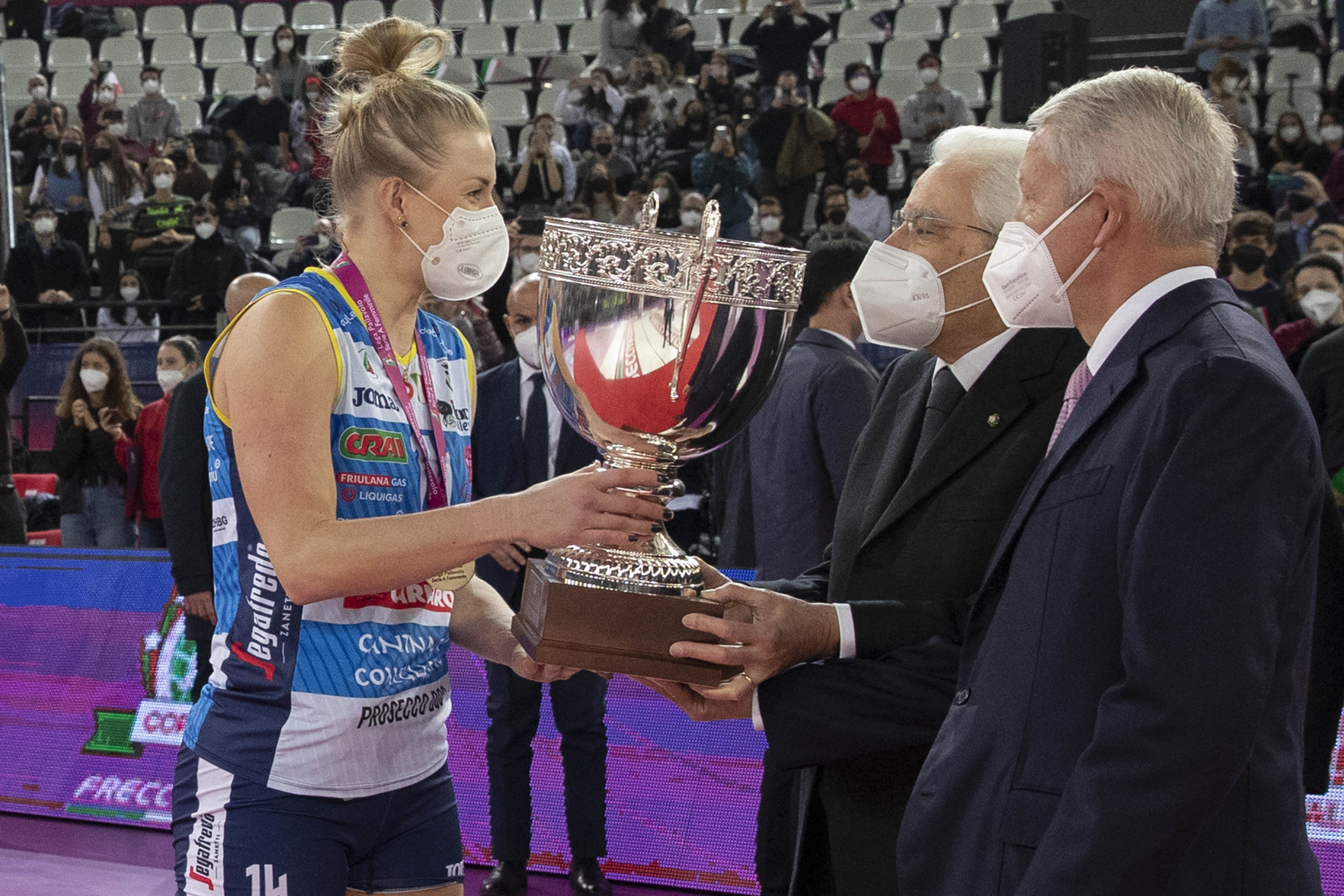
Joanna Wołosz jako kapitan Imoco Volley Conegliano odbiera puchar za wygranie Pucharu Włoch 2022

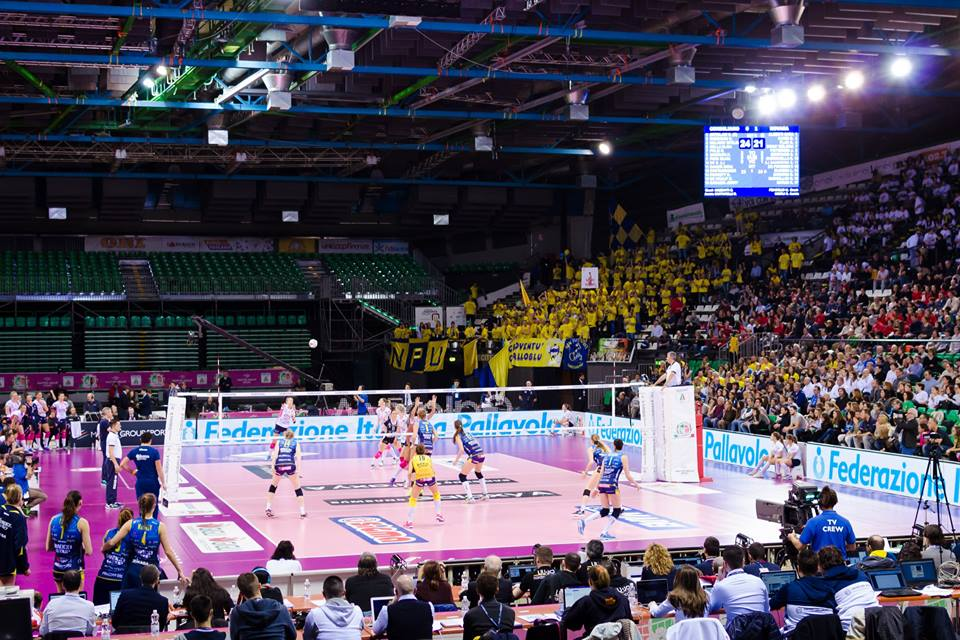
PalaVerde od środka

- 2016, 2018, 2019, 2021, 2022[2], 2023[3], 2024[4], 2025[5]
- 2013

Superpuchar Włoch:
- 2016, 2018, 2019, 2020, 2021, 2022[6], 2023[7], 2024[8]

Puchar Włoch:
- 2017, 2020, 2021, 2022, 2023[9], 2024[10], 2025[11]

Liga Mistrzyń:
- 2021, 2024[12], 2025[13]
- 2017, 2019, 2022[14]
- 2018

Klubowe Mistrzostwa Świata:
- 2019, 2022[15], 2024[16]
- 2021

## Zawodniczki

### Polki w klubie
| Lata gry                  | Imię i nazwisko   |
| ------------------------- | ----------------- |
| 2012–2013                 | Zuzanna Efimienko |
| 2016–2017 (do 18.01.2017) | Berenika Tomsia   |
| 2016–2017                 | Katarzyna Skorupa |
| 2017–                     | Joanna Wołosz     |
| 2024–                     | Martyna Łukasik   |

## Kadra

### Sezon 2025/2026[17]
| Nr                     | Imię i nazwisko          | Data ur. | Wzrost | Pozycja      |
| ---------------------- | ------------------------ | -------- | ------ | ------------ |
| 1                      | Gabriela Braga Guimarães | 1994     | 180    | przyjmująca  |
| 4                      | Zhu Ting                 | 1994     | 198    | przyjmująca  |
| 9                      | Marina Lubian            | 2000     | 195    | środkowa     |
| 10                     | Monica De Gennaro        | 1987     | 174    | libero       |
| 11                     | Isabelle Haak            | 1999     | 194    | atakująca    |
| 14                     | Joanna Wołosz            | 1990     | 181    | rozgrywająca |
| 15                     | Merit Adigwe             | 2006     | 183    | atakująca    |
| 18                     | Cristina Chirichella     | 1994     | 195    | środkowa     |
| 19                     | Sarah Fahr               | 2001     | 193    | środkowa     |
| Potwierdzone transfery |                          |          |        |              |
|                        | Nika Daalderop           | 1998     | 189    | przyjmująca  |
|                        | Fatoumatta Sillah        | 2002     | 186    | przyjmująca  |
|                        | Jenna Ewert              | 2000     | 178    | rozgrywająca |
|                        | Matilde Munarini         | 2004     | 186    | środkowa     |
|                        | Serena Scognamillo       | 2001     | 170    | libero       |

### Sezon 2024/2025
| Nr | Imię i nazwisko          | Data ur. | Wzrost | Pozycja      |
| -- | ------------------------ | -------- | ------ | ------------ |
| 1  | Gabriela Braga Guimarães | 1994     | 180    | przyjmująca  |
| 4  | Zhu Ting                 | 1994     | 198    | przyjmująca  |
| 6  | Nanami Seki              | 1999     | 171    | rozgrywająca |
| 7  | Katja Eckl               | 2003     | 188    | środkowa     |
| 9  | Marina Lubian            | 2000     | 195    | środkowa     |
| 10 | Monica De Gennaro        | 1987     | 174    | libero       |
| 11 | Isabelle Haak            | 1999     | 194    | atakująca    |
| 14 | Joanna Wołosz            | 1990     | 181    | rozgrywająca |
| 15 | Merit Adigwe             | 2006     | 183    | atakująca    |
| 16 | Khalia Lanier            | 1998     | 186    | przyjmująca  |
| 17 | Martyna Łukasik          | 1999     | 190    | przyjmująca  |
| 18 | Cristina Chirichella     | 1994     | 195    | środkowa     |
| 19 | Sarah Fahr               | 2001     | 193    | środkowa     |
| 20 | Anna Bardaro             | 2005     | 172    | libero       |

### Sezon 2023/2024
| Nr | Imię i nazwisko    | Data ur. | Wzrost | Pozycja      |
| -- | ------------------ | -------- | ------ | ------------ |
| 1  | Vittoria Piani     | 1998     | 187    | atakująca    |
| 2  | Kathryn Plummer    | 1998     | 201    | przyjmująca  |
| 3  | Kelsey Cook        | 1992     | 188    | przyjmująca  |
| 4  | Federica Squarcini | 2000     | 184    | środkowa     |
| 5  | Robin de Kruijf    | 1991     | 192    | środkowa     |
| 6  | Alessia Gennari    | 1991     | 184    | przyjmująca  |
| 9  | Marina Lubian      | 2000     | 195    | środkowa     |
| 10 | Monica De Gennaro  | 1987     | 174    | libero       |
| 11 | Isabelle Haak      | 1999     | 194    | atakująca    |
| 12 | Madison Bugg       | 1994     | 182    | rozgrywająca |
| 14 | Joanna Wołosz      | 1990     | 181    | rozgrywająca |
| 16 | Khalia Lanier      | 1998     | 186    | przyjmująca  |
| 19 | Sarah Fahr         | 2001     | 193    | środkowa     |
| 20 | Anna Bardaro       | 2005     | 172    | libero       |

### Sezon 2022/2023
| Nr | Imię i nazwisko                  | Data ur. | Wzrost | Pozycja      |
| -- | -------------------------------- | -------- | ------ | ------------ |
| 1  | Roberta Carraro                  | 1998     | 181    | rozgrywająca |
| 2  | Kathryn Plummer                  | 1998     | 201    | przyjmująca  |
| 3  | Kelsey Cook                      | 1992     | 188    | przyjmująca  |
| 4  | Federica Squarcini               | 2000     | 184    | środkowa     |
| 5  | Robin de Kruijf                  | 1991     | 192    | środkowa     |
| 6  | Alessia Gennari                  | 1991     | 184    | przyjmująca  |
| 7  | Stephanie Samedy (od 13.01.2023) | 1998     | 188    | atakująca    |
| 8  | Alexa Gray                       | 1994     | 185    | przyjmująca  |
| 9  | Marina Lubian                    | 2000     | 195    | środkowa     |
| 10 | Monica De Gennaro                | 1987     | 174    | libero       |
| 11 | Isabelle Haak                    | 1999     | 194    | atakująca    |
| 12 | Ylenia Pericati                  | 1994     | 174    | libero       |
| 13 | Eleonora Furlan (do 03.01.2023)  | 1995     | 188    | środkowa     |
| 14 | Joanna Wołosz                    | 1990     | 181    | rozgrywająca |
| 19 | Sarah Fahr                       | 2001     | 193    | środkowa     |

### Sezon 2021/2022
| Nr | Imię i nazwisko                | Data ur. | Wzrost | Pozycja      |
| -- | ------------------------------ | -------- | ------ | ------------ |
| 1  | Lara Caravello                 | 1994     | 176    | libero       |
| 2  | Kathryn Plummer                | 1998     | 201    | przyjmująca  |
| 3  | Megan Courtney                 | 1993     | 186    | przyjmująca  |
| 4  | Božana Butigan (do 11.01.2022) | 2000     | 190    | środkowa     |
| 5  | Robin de Kruijf                | 1991     | 192    | środkowa     |
| 7  | Raphaela Folie                 | 1991     | 188    | środkowa     |
| 9  | Loveth Omoruyi                 | 2002     | 182    | przyjmująca  |
| 10 | Monica De Gennaro              | 1987     | 174    | libero       |
| 11 | Christina Wuczkowa             | 1991     | 190    | środkowa     |
| 12 | Giorgia Frosini                | 2002     | 189    | atakująca    |
| 13 | Giulia Gennari                 | 1996     | 184    | rozgrywająca |
| 14 | Joanna Wołosz                  | 1990     | 181    | rozgrywająca |
| 17 | Miriam Sylla                   | 1995     | 181    | przyjmująca  |
| 18 | Paola Egonu                    | 1998     | 189    | atakująca    |
| 19 | Sarah Fahr                     | 2001     | 193    | środkowa     |

### Sezon 2020/2021
| Nr | Imię i nazwisko   | Data ur. | Wzrost | Pozycja      |
| -- | ----------------- | -------- | ------ | ------------ |
| 1  | Lara Caravello    | 1994     | 176    | libero       |
| 3  | Lucille Gicquel   | 1997     | 189    | atakująca    |
| 4  | Božana Butigan    | 2000     | 190    | środkowa     |
| 5  | Robin de Kruijf   | 1991     | 192    | środkowa     |
| 7  | Raphaela Folie    | 1991     | 188    | środkowa     |
| 9  | Loveth Omoruyi    | 2002     | 182    | przyjmująca  |
| 10 | Monica De Gennaro | 1987     | 174    | libero       |
| 11 | McKenzie Adams    | 1992     | 192    | przyjmująca  |
| 13 | Giulia Gennari    | 1996     | 184    | rozgrywająca |
| 14 | Joanna Wołosz     | 1990     | 181    | rozgrywająca |
| 15 | Kimberly Hill     | 1989     | 193    | przyjmująca  |
| 17 | Miriam Sylla      | 1995     | 181    | przyjmująca  |
| 18 | Paola Egonu       | 1998     | 189    | atakująca    |
| 19 | Sarah Fahr        | 2001     | 193    | środkowa     |

### Sezon 2019/2020
| Nr | Imię i nazwisko   | Data ur. | Wzrost | Pozycja               |
| -- | ----------------- | -------- | ------ | --------------------- |
| 1  | Indre Sorokaitė   | 1988     | 186    | przyjmująca/atakująca |
| 5  | Robin de Kruijf   | 1991     | 192    | środkowa              |
| 6  | Jennifer Geerties | 1994     | 186    | przyjmująca           |
| 7  | Raphaela Folie    | 1991     | 188    | środkowa              |
| 8  | Eleonora Fersino  | 2000     | 170    | libero                |
| 9  | Alexandra Botezat | 1998     | 196    | środkowa              |
| 10 | Monica De Gennaro | 1987     | 174    | libero                |
| 11 | Chiaka Ogbogu     | 1995     | 188    | środkowa              |
| 12 | Terry Enweonwu    | 2000     | 187    | atakująca             |
| 13 | Giulia Gennari    | 1996     | 184    | rozgrywająca          |
| 14 | Joanna Wołosz     | 1990     | 181    | rozgrywająca          |
| 15 | Kimberly Hill     | 1989     | 193    | przyjmująca           |
| 17 | Miriam Sylla      | 1995     | 181    | przyjmująca           |
| 18 | Paola Egonu       | 1998     | 189    | atakująca             |

### Sezon 2018/2019
| Nr | Imię i nazwisko   | Data ur. | Wzrost | Pozycja      |
| -- | ----------------- | -------- | ------ | ------------ |
| 3  | Marta Bechis      | 1989     | 181    | rozgrywająca |
| 4  | Megan Hodge-Easy  | 1988     | 191    | przyjmująca  |
| 5  | Robin de Kruijf   | 1991     | 192    | środkowa     |
| 6  | Elina Rodríguez   | 1997     | 186    | przyjmująca  |
| 7  | Raphaela Folie    | 1991     | 188    | środkowa     |
| 8  | Eleonora Fersino  | 2000     | 170    | libero       |
| 9  | Karsta Lowe       | 1993     | 193    | atakująca    |
| 10 | Monica De Gennaro | 1987     | 174    | libero       |
| 11 | Anna Danesi       | 1996     | 193    | środkowa     |
| 12 | Martina Šamadan   | 1993     | 193    | środkowa     |
| 13 | Samanta Fabris    | 1992     | 190    | atakująca    |
| 14 | Joanna Wołosz     | 1990     | 181    | rozgrywająca |
| 15 | Kimberly Hill     | 1989     | 193    | przyjmująca  |
| 16 | Valentina Tirozzi | 1986     | 181    | przyjmująca  |
| 17 | Miriam Sylla      | 1995     | 181    | przyjmująca  |
| 18 | Gaia Moretto      | 1994     | 190    | środkowa     |

### Sezon 2017/2018
| Nr | Imię i nazwisko   | Data ur. | Wzrost | Pozycja      |
| -- | ----------------- | -------- | ------ | ------------ |
| 2  | Samantha Bricio   | 1994     | 188    | przyjmująca  |
| 3  | Silvia Fiori      | 1994     | 162    | libero       |
| 4  | Simone Lee        | 1996     | 183    | przyjmująca  |
| 5  | Robin de Kruijf   | 1991     | 192    | środkowa     |
| 6  | Elisa Cella       | 1982     | 186    | przyjmująca  |
| 7  | Raphaela Folie    | 1991     | 188    | środkowa     |
| 8  | Megan Hodge-Easy  | 1988     | 191    | przyjmująca  |
| 9  | Laura Melandri    | 1995     | 186    | środkowa     |
| 10 | Monica De Gennaro | 1987     | 174    | libero       |
| 11 | Anna Danesi       | 1996     | 193    | środkowa     |
| 12 | Atina Papafotiu   | 1989     | 181    | rozgrywająca |
| 13 | Samanta Fabris    | 1992     | 190    | atakująca    |
| 14 | Joanna Wołosz     | 1990     | 181    | rozgrywająca |
| 15 | Kimberly Hill     | 1989     | 193    | przyjmująca  |
| 16 | Anna Nicoletti    | 1996     | 189    | atakująca    |
| 18 | Marta Bechis      | 1989     | 181    | rozgrywająca |

### Sezon 2016/2017

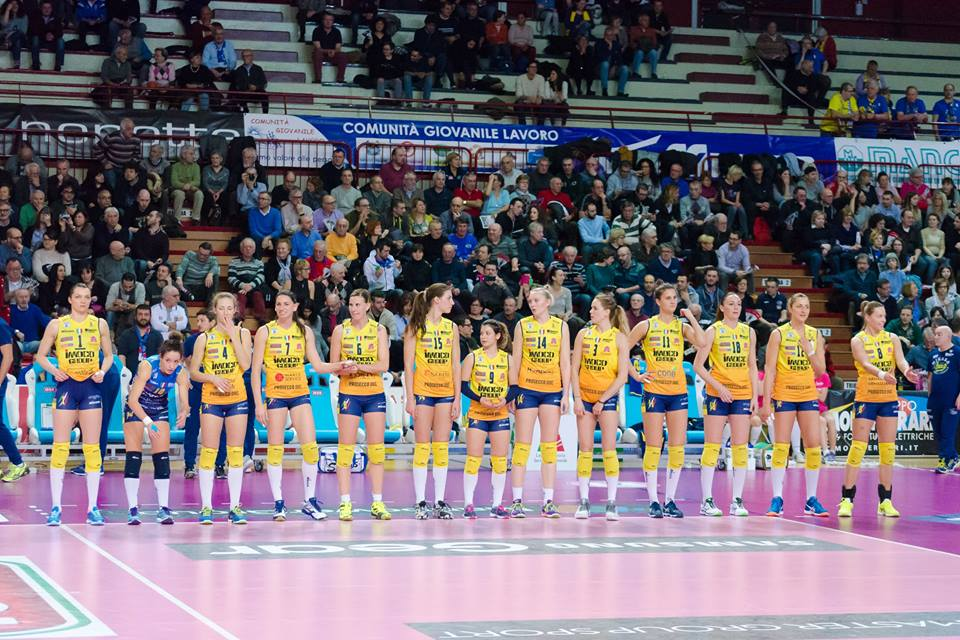
Zawodniczki Imoco Volley Conegliano w sezonie 2016/2017

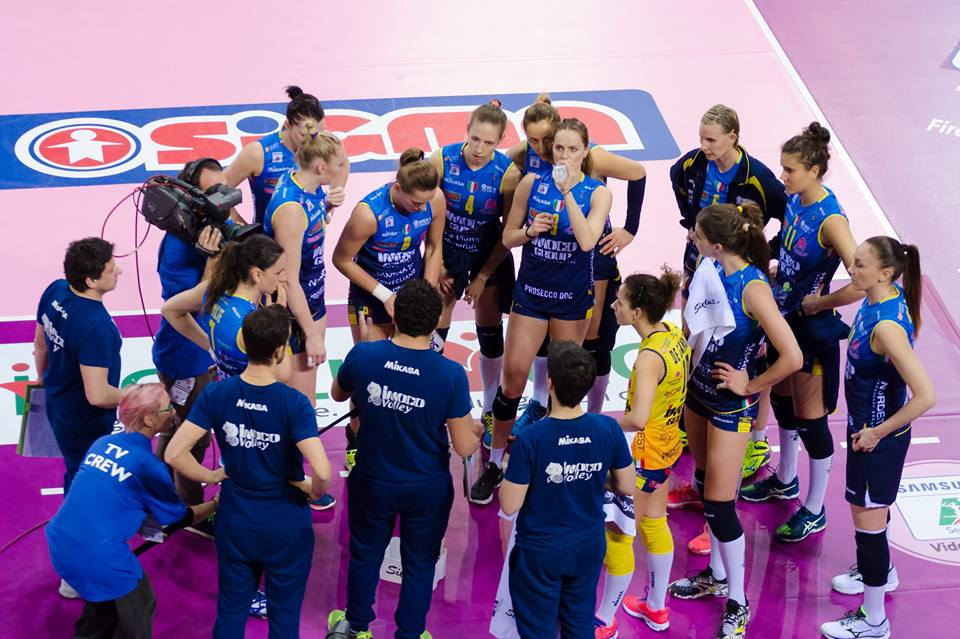
Zawodniczki Imoco Volley Conegliano w sezonie 2016/2017

| Nr | Imię i nazwisko      | Data ur. | Wzrost | Pozycja               |
| -- | -------------------- | -------- | ------ | --------------------- |
| 1  | Serena Ortolani      | 1987     | 187    | przyjmująca/atakująca |
| 2  | Samantha Bricio      | 1994     | 188    | przyjmująca           |
| 3  | Kelsey Robinson      | 1992     | 188    | przyjmująca           |
| 4  | Ofelia Malinov       | 1996     | 183    | rozgrywająca          |
| 5  | Berenika Tomsia      | 1988     | 189    | atakująca             |
| 6  | Elisa Cella          | 1982     | 186    | przyjmująca           |
| 7  | Raphaela Folie       | 1991     | 188    | środkowa              |
| 8  | Katarzyna Skorupa    | 1984     | 183    | rozgrywająca          |
| 9  | Silvia Fiori         | 1994     | 162    | libero                |
| 10 | Monica De Gennaro    | 1987     | 174    | libero                |
| 11 | Anna Danesi          | 1996     | 193    | środkowa              |
| 12 | Carolina Costagrande | 1980     | 188    | przyjmująca           |
| 14 | Nicole Fawcett       | 1986     | 191    | atakująca             |
| 15 | Robin de Kruijf      | 1991     | 192    | środkowa              |
| 18 | Jenny Barazza        | 1981     | 188    | środkowa              |

### Sezon 2015/2016

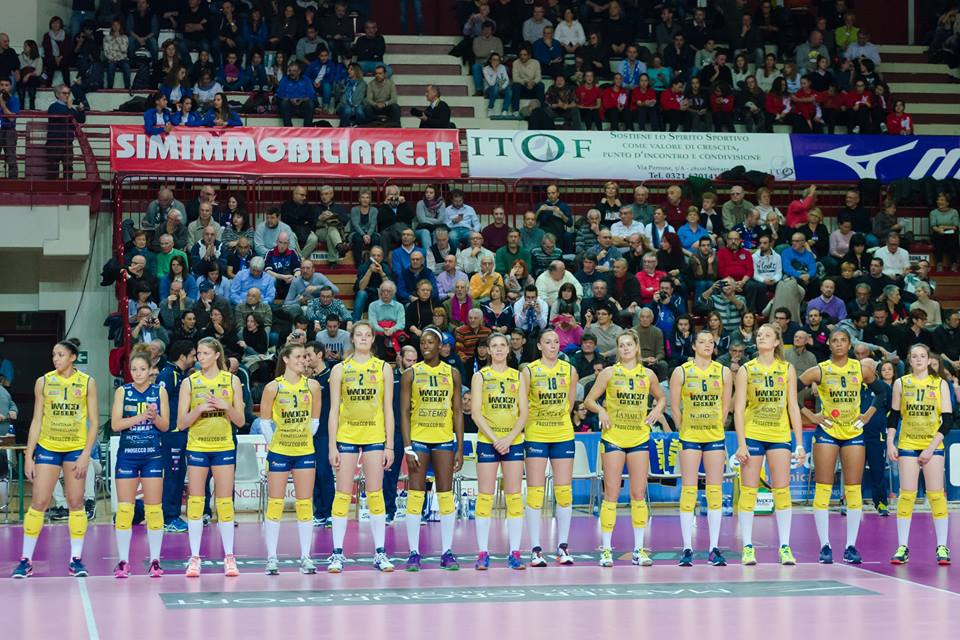
Zawodniczki Imoco Volley Conegliano w sezonie 2015/2016

| Nr | Imię i nazwisko                           | Data ur. | Wzrost | Pozycja               |
| -- | ----------------------------------------- | -------- | ------ | --------------------- |
| 1  | Alisha Glass                              | 1988     | 184    | rozgrywająca          |
| 2  | Anti Wasilandonaki                        | 1996     | 196    | atakująca             |
| 3  | Marta Bechis (do 27.12.2015)              | 1989     | 181    | rozgrywająca          |
| 5  | Valentina Serena                          | 1981     | 184    | rozgrywająca          |
| 6  | Serena Ortolani                           | 1987     | 187    | atakująca             |
| 7  | Alice Santini                             | 1984     | 181    | przyjmująca           |
| 8  | Rachael Adams                             | 1990     | 189    | środkowa              |
| 9  | Kelsey Robinson                           | 1992     | 188    | przyjmująca           |
| 10 | Monica De Gennaro                         | 1987     | 174    | libero                |
| 11 | Megan Hodge                               | 1988     | 191    | przyjmująca           |
| 12 | Jovana Brakočević-Canzian (od 25.04.2016) | 1988     | 196    | atakująca             |
| 13 | Valentina Arrighetti                      | 1985     | 189    | środkowa              |
| 14 | Lucia Crisanti (od 29.12.2015)            | 1986     | 187    | środkowa              |
| 16 | Anna Nicoletti                            | 1996     | 189    | przyjmująca/atakująca |
| 17 | Chiara De Bartoli                         | 1997     | 170    | libero                |
| 18 | Jenny Barazza                             | 1981     | 188    | środkowa              |

### Sezon 2014/2015

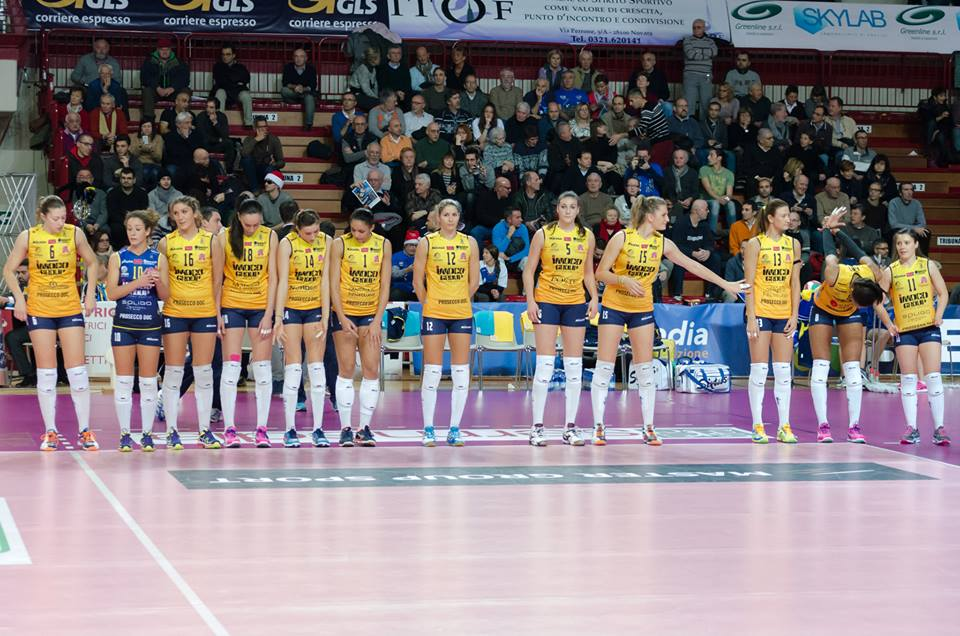
Zawodniczki Imoco Volley Conegliano w sezonie 2014/2015

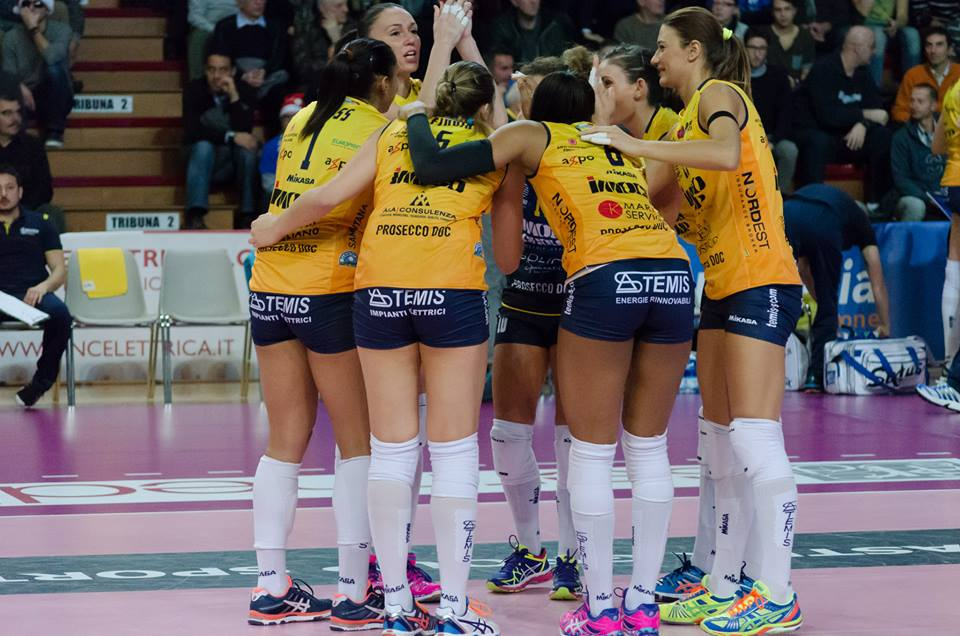
Zawodniczki Imoco Volley Conegliano w sezonie 2014/2015

| Nr | Imię i nazwisko     | Data ur. | Wzrost | Pozycja      |
| -- | ------------------- | -------- | ------ | ------------ |
| 1  | Alisha Glass        | 1988     | 184    | rozgrywająca |
| 2  | Anti Wasilandonaki  | 1996     | 196    | atakująca    |
| 3  | Micha Hancock       | 1992     | 180    | rozgrywająca |
| 5  | Eleonora Furlan     | 1995     | 188    | środkowa     |
| 6  | Valentina Fiorin    | 1984     | 187    | przyjmująca  |
| 7  | Carlotta Daminato   | 1993     | 160    | libero       |
| 8  | Rachael Adams       | 1990     | 189    | środkowa     |
| 9  | Sofia Arimattei     | 1981     | 186    | przyjmująca  |
| 10 | Monica De Gennaro   | 1987     | 174    | libero       |
| 11 | Martina Boscoscuro  | 1988     | 165    | libero       |
| 12 | Marina Katić        | 1983     | 184    | rozgrywająca |
| 13 | Neriman Özsoy       | 1988     | 188    | przyjmująca  |
| 14 | Emilija Nikołowa    | 1991     | 187    | atakująca    |
| 15 | Anna Nicoletti      | 1996     | 189    | atakująca    |
| 16 | Cristina Barcellini | 1986     | 186    | przyjmująca  |
| 18 | Jenny Barazza       | 1981     | 188    | środkowa     |

### Sezon 2013/2014

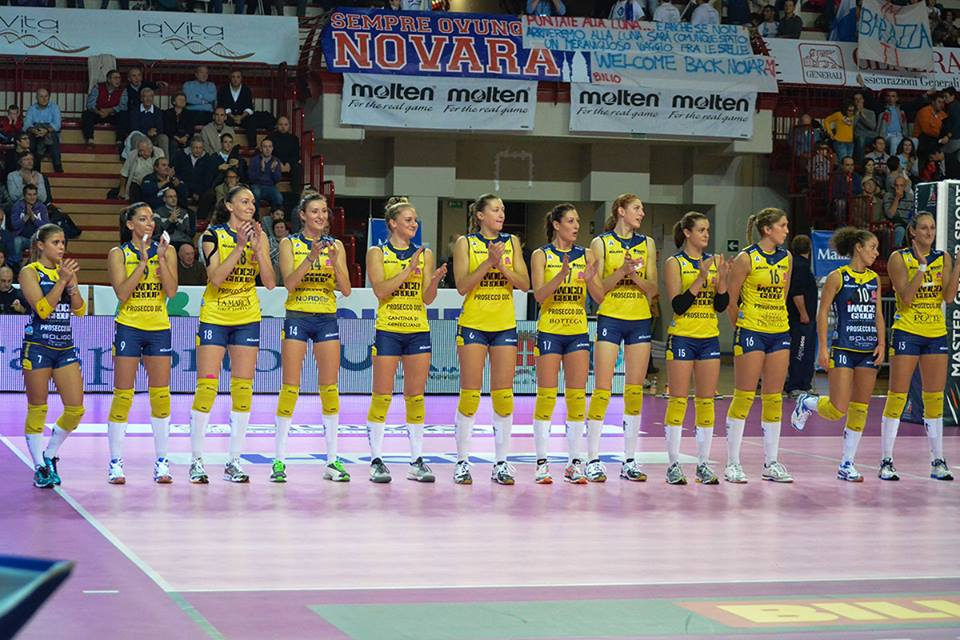
Zawodniczki Imoco Volley Conegliano w sezonie 2013/2014

- 3.  Carli Lloyd
- 5.  Alexandra Klineman
- 6.  Valentina Fiorin
- 7.  Carlotta Daminato
- 8.  Berit Kauffeldt
- 9.  Melissa Donà
- 10. Monica De Gennaro
- 13. Raffaella Calloni
- 14. Emilija Nikołowa
- 15. Marta Bechis
- 16. Cristina Barcellini
- 17. Valentina Tirozzi
- 18. Jenny Barazza

### Sezon 2012/2013
- 2.  Giulia Agostinetto
- 5.  Ilaria Maruotti
- 6.  Valentina Fiorin
- 7.  Carlotta Daminato

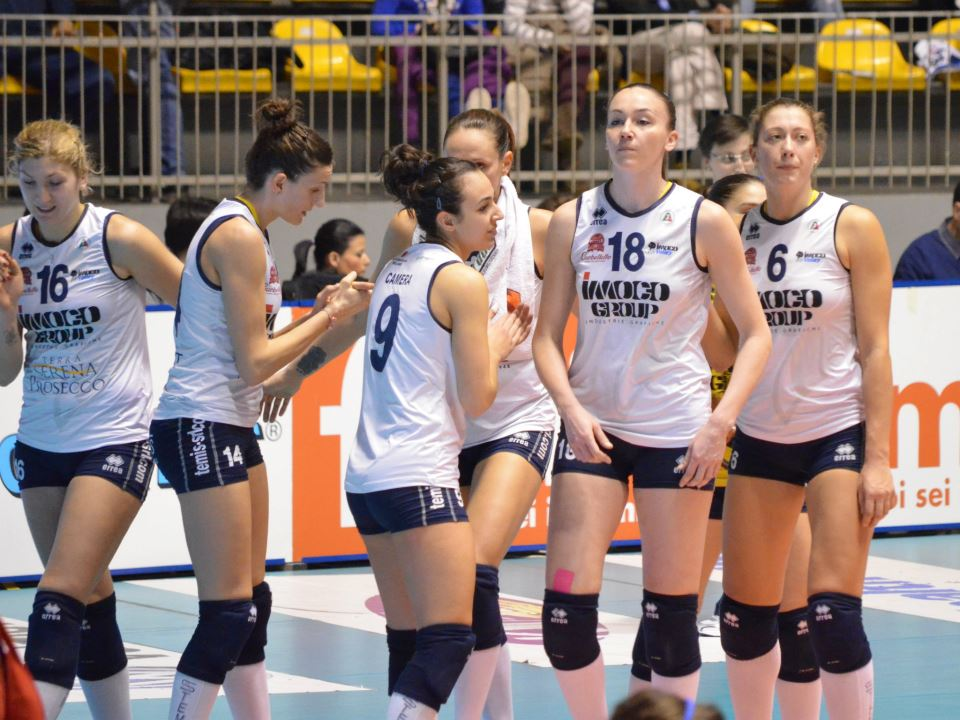
Zawodniczki Imoco Volley Conegliano w sezonie 2012/2013

- 8.  Zuzanna Efimienko (do 03.03.2013)
- 9.  Letizia Camera
- 10. Carlotta Zanotto
- 12. Carla Rossetto
- 13. Raffaella Calloni
- 14. Emilija Nikołowa
- 15. Alessandra Crozzolin
- 16. Cristina Barcellini
- 18. Jenny Barazza (od 29.01.2013)